# أزموم
أُزْمُوم (الاسم العلمي: Asemum)، جنس حشرات من فصيلة خنافس طويلة القرون ورتبة غمديات الأجنحة وصفت من قبل يوهان فريدريش فون في عام 1830. أنواعه المعروفة قليلة العدد، أعطانها مناطق الصنوبر. أجسامها صغيرة القد تطول من 12 إلى 20 مم. أثوابها سوية الألوان العاقبة أعمّها الأسود والأطحل والأسمر، جميعها فضية الخمل الدقيق. تسرح في النهار.

## الأنواع
يضم الأنواع التالية:
- Asemum australe  LeConte, 1850
- Asemum caseyi  Linsley, 1957
- Asemum glabrellum  Bates, 1892
- Asemum lucidulum  Pesarini & Sabbadini, 1997
- Asemum nitidum  LeConte, 1873
- Asemum punctulatum  Blessig, 1872
- حفار التنوب الأسود  (Linnaeus, 1758)-
- Asemum tenuicorne  Kraatz, 1879